# Abercorn, Québec
Abercorn är en bykommun (municipalité de village) i provinsen Québec i Kanada. Den ligger i regionen Estrie, i den sydöstra delen av landet, 240 km öster om huvudstaden Ottawa.